# Disophrys speciosissima
Disophrys speciosissima är en stekelart som beskrevs av Granger 1949. Disophrys speciosissima ingår i släktet Disophrys och familjen bracksteklar. Inga underarter finns listade i Catalogue of Life.